# Avatha modesta
Avatha modesta är en fjärilsart som beskrevs av Walter Karl Johann Roepke 1956. Avatha modesta ingår i släktet Avatha och familjen nattflyn. Inga underarter finns listade i Catalogue of Life.